# 喪事
喪事，是指對死者表示哀悼的相關儀式（如葬禮）、習俗、禁忌等，而親人或一些對本身重要的人物去世後的一些特定習俗則稱為讀禮、守制、守喪、守孝、服喪、居喪等。最常見的是穿著喪服，停止慶祝、娛樂等。這一術語在不同文化和宗教中可能有不同的含義和實踐，但通常涉及對逝者的尊重和紀念。